# Енжере
Енжере (фр. Aingeray) насеље је и општина у североисточној Француској у региону Лорена, у департману Мерт и Мозел која припада префектури Тул.
По подацима из 2011. године у општини је живело 537 становника, а густина насељености је износила 41,99 становника/km². Општина се простире на површини од 12,79 km². Налази се на средњој надморској висини од 198 метара (максималној 289 m, а минималној 192 m).

## Демографија
| 1962. | 1968. | 1975. | 1982. | 1990. | 1999. | 2011. |
| ----- | ----- | ----- | ----- | ----- | ----- | ----- |
| 389   | 397   | 398   | 417   | 585   | 638   | 537   |

График промене броја становника у току последњих година